# Gilbert Mushangazhike
Gilbert Mushangazhike (Salisbury, atual Harare, 11 de agosto de 1975), é  um ex-futebolista zimbabuano que atuava como atacante.

## Seleção nacional
Gilbert Mushangazhike participou da Campeonato Africano das Nações de 2006 pela Seleção Zimbabuense de Futebol, que terminou em último de seu grupo na primeira fase da competição, deixando de garantir a qualificação para às quartas de final. Representou o elenco da Seleção Zimbabuense de Futebol no Campeonato Africano das Nações de 2006.